# Jafar Arias
Jafar Arias (Willemstad, 16 giugno 1995) è un calciatore olandese, attaccante svincolato.

## Caratteristiche tecniche
È un centravanti.

## Carriera

### Club
Cresciuto nelle giovanili del Groningen, ha esordito in prima squadra il 23 novembre 2014 in occasione del match di Eredivisie pareggiato 1-1 contro il PSV.

### Nazionale
Ha partecipato alla CONCACAF Gold Cup 2019.